# Tamara Kingsley
Tamara Jane "Tam" Kingsley es un personaje ficticio de la exitosa serie de televisión australiana Home and Away, interpretada por la actriz Kelly Paterniti desde el 1 de octubre de 2012 hasta el 21 de mayo de 2014. 

## Biografía
Tamara aparece por primera vez cuando encuentra a Casey Braxton encadenado a un coche en el desierto, ambos descubren que el responsable del secuestro es el medio hermano de Casey, Kyle Braxton. Poco después de que Tamara ayude a Casey a escaparse de Kyle, Casey es rescatado por su hermano Darryl Braxton y Natalie Davison.
De regreso a Summer Bay cuando Casey les dice a sus hermanos que una joven llamada Tamara lo ayudó a escaparse ellos creen que fue parte de su imaginación todo debido al tiempo que pasó encadenado en el desierto, sin embargo poco después Kyle les dice que Tamara si existe, semanas después la policía va a buscar a Tamara y la lleva a la Bahía para que de su testimonio en el juicio de Casey, después de que Casey es encontrado inocente Tamara decide quedarse, cuando Casey le pregunta porqué se queda Tamara le dice que lo hace porque no puede regresar a su casa ya que sus padres la odian y ella se siente responsable por la muerte de su hermano, Tamara le explica a Casey que solía salir con un hombre mayor llamado Nelson Gregory y había huido con él a pesar de que sus padres le habían dicho que terminara con él, Tamara también le dice a Casey que Nelson nunca la dejaba ir a ningún lado sin su presencia por lo que había decidido dejarlo y llamar a su hermano, pero que cuando su hermano llegó a buscarla él y Nelson pelearon por lo que ella había decidido cambiar de idea y se quedó con Nelson, lo peor fue que de regreso a casa su hermano tuvo un accidente automovilístico y murió por sus heridas.
Más tarde Tamara obtiene un trabajo en Angelo's como mesera y poco después Tamara le revela a Casey que está enamorada de él sin embargo Casey le dice que tiene novia Sasha Bezmel, quien comienza a tener celos de Tamara, las cosas empeoran cuando Tamara besa a Casey y Sasha los ve lo que ocasiona que termine con él. Tamara y Sasha comienzan a competir por la atención de Casey sin embargo este les dice a ambas que no comenzará una relación con ninguna ya que irá a la correccional de Crestview para cumplir trabajo y siente que no sería justo para ninguna de ellas que pasen por eso, lo que molesta a ambas.
Poco después Tamara le dice a Casey que quiere intentar tener una relación con él, pero él no está seguro y le dice que vaya a su hogar a arreglar las cosas con sus padres y con su exnovio. Algunos días después Tamara regresa y le confiesa a Casey que regresó a la bahía por él, esa misma noche terminan acostándose y comienzan una relación.
Cuando Tamara recibe un mensaje de su ex Nelson se asusta y cuando este Kyle les dice que un hombre llegó preguntando por Tamara, esta le dice a Casey que tiene que irse, más tarde ese mismo día Nelson encuentra a Tamara quien para evitar que Casey se meta en problemas le dice a Nelson que se irá con él, sin embargo después de una confrontación entre Nelson y Casey, Kyle llega y golpea a Nelson, cuando este recupera la consciencia lo llevan a la policía y Tamara decide levantar una denuncia por la muerte de su hermano la cual fue ocasionada por Nelson.
En el 2014 Tamara es atropellada accidentalmente por Oscar MacGuire, cuando es encontrada es llevada al hospital donde la atienden. 
En mayo del mismo año Tamara decidió irse de la bahía para realizarse una operación.